# One Dollar Lawyer
One Dollar Lawyer (hangul: 천원짜리 변호사; hanja: 千元짜리 辯護士; rr: Cheonwonjjari Byeonhosa, prt: Advogado Por Um Dólar; bra: Um Advogado Por Um Dólar) é uma série de televisão sul-coreana estrelada por Namkoong Min e Kim Ji-eun. Seu roteiro, escrito por Choi Su-jin e Choi Chang-hwan, ganhou o Grande Prêmio no SBS Screenplay Contest 2015. Foi ao ar na SBS TV de 23 de setembro a 11 de novembro de 2022 e foi ao ar todas as sextas e sábados às 22h por 12 episódios (KST).

## Sinopse
A série retrata a história de um advogado que tem as melhores habilidades, mas cobra apenas 1000 won como honorários advocatícios.

## Elenco

### Principal
- Namkoong Min como Chun Ji-hoon, um herói jurídico com forte custo-benefício que pode ser pago com uma nota de mil won.[3]
- Kim Ji-eun como Baek Ma-ri, o último apresentador do Instituto de Pesquisa e Treinamento Judicial.[4]
- Choi Dae-hoon como Seo Min-hyuk, um promotor real no mundo jurídico que quer o que gosta.[5]
- Lee Deok-hwa como Baek Hyun-moo, um advogado que fundou um grande escritório de advocacia.[6]
- Park Jin-woo como Sa Ma-jang, funcionário de um escritório de advocacia.[7]

### Coadjuvante

#### Pessoas ao redor de Chun Ji-hoon
- Gong Min-jeung como Na Ye-jin, uma promotora com estilo de vida alto.[8]
- Kim Ja-young como Jo Eul-rye, o proprietário do prédio que Chun Ji-hoon está alugando.[9]

#### Escritório de advocacia Baek
- Ha Sung-kwang como Seo Young-joon, um advogado do escritório de advocacia de Baek Hyun-moo.[10]
- Jo Yeon-hee como Oh Min-ah, mãe de Baek Ma-ri.[11]
- Lee Chung-ah como Lee Joo-young, um advogado que se destaca em um grande escritório de advocacia cheio de justiça.[12]

#### Outros
- Kim Cheol-yoon como Lee Myung-ho, cliente de Chun Ji-hoon que é culpado de 4 roubos criminais.[13]
- Park Sung-joon como Kim Min-jae, cliente de Ji-hoon.[14]
- Hwang Jung-min como Lee Young-ok, a esposa do gerente do escritório de Sa Ma-jang.[15]
- Kwon Hyuk-sung como assistente de Chun Ji-hoon, durante seu tempo como promotor.[16]

### Estendido
- Lee So-young como a esposa de Lee Myung-ho.[17]
- Kim Hyung-mook como Chun Young-bae, guarda de segurança residentes de Gapjil. Ele é o diretor administrativo do Cha Myung Group.[18]
- Han Dong-hee como Kim Soo-yeon, ela é uma médica de emergência de 26 anos e irmã de Kim Min-jae.[19]
- Um Hyo-sup como Kim Chun-gil, pintor famoso, 58 anos, atualmente desaparecido em um processo contra internautas. Todos acreditavam que Kim Min-jae o matou e enterrou na montanha Yongho.[19]
- Park Seon-ah como Yoo Hee-joo, diretora da Youngwan Gallery. Ela foi vítima do caso de assassinato de Pung Jin Dong, no dia do incidente.[19]
- Yoon Na-moo como Choi Ki-tae, presidente do JQ Group, Chaebol de 3ª Geração.[19]
- Nam Myeong-ryeol como Kim Yun-seop, ele é um ex-membro do Departamento Central de Investigação do Gabinete do Procurador-Geral e pai do Procurador-Geral, Chun Ji-hoon.[20]
- Jeon Jin-oh como Jo Woo-seok, o assassino que afirma ter matado Lee Joo-young.[21]
- Hyun Bong-sik como Hwang Geum-sik, revendedor de carros usados.[22]
- Kim Min-sang como CEO de uma concessionária de carros usados.[22]
- Kwon Hyuk-beom como Cha Min-cheol, o novo cliente de Chun Ji-hoon e o verdadeiro criminoso que matou Lee Joo-young.[23]
- Joo Seok-tae como Choi Ki-seok, presidente do JQ Group.[24]

### Participações especiais
- Lee Je-hoon como Top Star Lee Je-hoon[25]
- Jung Moon-sung como Shin Joong-hoon[26]

## Episódios
| N.º | Título        | Dirigido por                  | Escrito por                    | Exibição original      |
| --- | ------------- | ----------------------------- | ------------------------------ | ---------------------- |
| 1   | "Episódio 1"  | Kim Jae-hyun e Shin Jung-hoon | Choi Soo-jin e Choi Chang-hwan | 23 de setembro de 2022 |
| 2   | "Episódio 2"  | Kim Jae-hyun e Shin Jung-hoon | Choi Soo-jin e Choi Chang-hwan | 24 de setembro de 2022 |
| 3   | "Episódio 3"  | Kim Jae-hyun e Shin Jung-hoon | Choi Soo-jin e Choi Chang-hwan | 30 de setembro de 2022 |
| 4   | "Episódio 4"  | Kim Jae-hyun e Shin Jung-hoon | Choi Soo-jin e Choi Chang-hwan | 1 de outubro de 2022   |
| 5   | "Episódio 5"  | Kim Jae-hyun e Shin Jung-hoon | Choi Soo-jin e Choi Chang-hwan | 7 de outubro de 2022   |
| 6   | "Episódio 6"  | Kim Jae-hyun e Shin Jung-hoon | Choi Soo-jin e Choi Chang-hwan | 8 de outubro de 2022   |
| 7   | "Episódio 7"  | Kim Jae-hyun e Shin Jung-hoon | Choi Soo-jin e Choi Chang-hwan | 14 de outubro de 2022  |
| 8   | "Episódio 8"  | Kim Jae-hyun e Shin Jung-hoon | Choi Soo-jin e Choi Chang-hwan | 15 de outubro de 2022  |
| 9   | "Episódio 9"  | Kim Jae-hyun e Shin Jung-hoon | Choi Soo-jin e Choi Chang-hwan | 22 de outubro de 2022  |
| 10  | "Episódio 10" | Kim Jae-hyun e Shin Jung-hoon | Choi Soo-jin e Choi Chang-hwan | 29 de outubro de 2022  |
| 11  | "Episódio 11" | Kim Jae-hyun e Shin Jung-hoon | Choi Soo-jin e Choi Chang-hwan | 5 de novembro de 2022  |
| 12  | "Episódio 12" | Kim Jae-hyun e Shin Jung-hoon | Choi Soo-jin e Choi Chang-hwan | 6 de novembro de 2022  |

## Produção
A série foi planejada e produzida pelo departamento de drama da SBS conhecido como Studio S. Em 18 de agosto de 2022, as fotos da leitura do roteiro foram divulgadas pela produção.
Em 20 de setembro, a coletiva de imprensa foi cancelada porque o ator Namkoong Min testou positivo para COVID-19 no mesmo dia da coletiva de imprensa.
Namkoong Min e Kim Ji-eun já haviam trabalhado em Doctor Prisoner. Os dois atores também já haviam trabalhado com Park Jin-woo em The Veil.
As filmagens do drama terminaram em 3 de novembro de 2022.

## Lançamento
One Dollar Lawyer foi lançado na Coreia do Sul em 25 de setembro de 2022 no canal SBS e no mesmo dia em regiões da Ásia-Pácifico pelo Disney+ ou Disney+ Hotstar onde disponível. Em 25 de janeiro de 2023, a série foi lançada em outras regiões no Disney+ através do hub de conteúdo Star e na América Latina pelo Star+.

## Audiência
| Temporada | Temporada | Ep. 1 | Ep. 2 | Ep. 3 | Ep. 4 | Ep. 5 | Ep. 6 | Ep. 7 | Ep. 8 | Ep. 9 | Ep. 10 | Ep. 11 | Ep. 12 | Audiência |
| --------- | --------- | ----- | ----- | ----- | ----- | ----- | ----- | ----- | ----- | ----- | ------ | ------ | ------ | --------- |
|           | 1         | 1.505 | 1.602 | 2.279 | 2.288 | 2.805 | 2.502 | 2.626 | 2.785 | 2.933 | 2.711  | 2.729  | 2.860  | 2.469     |

| Ep. | Data de transmissão original | Audiência média | Audiência média | Audiência média |
| Ep. | Data de transmissão original | Nielsen Korea   | Nielsen Korea   | TNmS            |
| Ep. | Data de transmissão original | Nacional        | Seul            | Nacional        |
| --- | ---------------------------- | --------------- | --------------- | --------------- |
| 1 | 23 de setembro de 2022       | 8.2% (4º)       | 8.8% (3º)       | 6.9% (9º)       |
| 2 | 24 de setembro de 2022       | 8.5% (2º)       | 8.8% (2º)       | 7.8% (3º)       |
| 3 | 30 de setembro de 2022       | 12.9% (3º)      | 13.5% (2º)      | N/A             |
| 4 | 1 de outubro de 2022         | 12.0% (2º)      | 12.6% (2º)      | 9.5% (2º)       |
| 5 | 7 de outubro de 2022         | 14.9% (2º)      | 15.1% (1º)      | 12.0% (3º)      |
| 6 | 8 de outubro de 2022         | 13.4% (2º)      | 13.6% (2º)      | 11.3% (2º)      |
| 7 | 14 de outubro de 2022        | 14.5% (1º)      | 14.6% (1º)      | 11.4% (3º)      |
| 8 | 15 de outubro de 2022        | 15.0% (2º)      | 15.6% (2º)      | 11.3% (2º)      |
| 9 | 22 de outubro de 2022        | 14.6% (2º)      | 15.1% (2º)      | 11.0% (2º)      |
| 10 | 29 de outubro de 2022        | 13.7% (2º)      | 14.1% (2º)      | 10.7% (2º)      |
| 11 | 5 de novembro de 2022        | 13.6% (2º)      | 14.4% (2º)      | 10.0% (2º)      |
| 12 | 11 de novembro de 2022       | 15.2% (1º)      | 15.8% (1º)      | N/A             |
| Média | Média                        | 13.0%           | 13.5%           | —               |
| - Na tabela acima, os números azuis representam as audiências mais baixas e os números vermelhos representam as audiências mais altas. - N/A denota audiências que não foram liberadas. |                              |                 |                 |                 |

## Prêmios e indicações
| Cerimônia de premiação | Ano  | Categoria                                                              | Indicado / Obra | Resultado | Ref.   |
| ---------------------- | ---- | ---------------------------------------------------------------------- | --------------- | --------- | ------ |
| SBS Drama Awards       | 2022 | Grand Prize (Daesang)                                                  | Namkoong Min    | Indicado  | [ 38 ] |
| SBS Drama Awards       | 2022 | Prêmio do Diretor                                                      | Namkoong Min    | Venceu    | [ 39 ] |
| SBS Drama Awards       | 2022 | Prêmio de Excelência Top, Ator em Minissérie Romance/Comédia Dramática | Namkoong Min    | Indicado  | [ 40 ] |
| SBS Drama Awards       | 2022 | Prêmio de Excelência, Ator em Minissérie Romance/Comédia Dramática     | Choi Dae-hoon   | Indicado  | [ 41 ] |
| SBS Drama Awards       | 2022 | Prêmio de Excelência, Atriz em Minissérie Romance/Comédia Dramática    | Kim Ji-eun      | Venceu    | [ 42 ] |
| SBS Drama Awards       | 2022 | Melhor Performance                                                     | Lee Chung-ah    | Venceu    | [ 43 ] |
| SBS Drama Awards       | 2022 | Melhor Ator Coadjuvante em Minissérie Romance/Comédia Dramática        | Park Jin-woo    | Venceu    | [ 39 ] |
| SBS Drama Awards       | 2022 | Melhor Atriz Coadjuvante em Minissérie Romance/Comédia Dramática       | Gong Min-jung   | Venceu    | [ 39 ] |